# 祁理孫
祁理孫（1627年3月5日—1687年7月4日），字奕慶，號杏庵，行聰七十六，本房行廣五，浙江紹興府山陰縣人，明末清初藏書家。

## 生平
抗清名士祁彪佳次子。祁同孫之弟，祁班孫之兄。其父殉明，故終生不仕，篤信佛法。世代為藏書家，有「奕慶樓」藏書四萬餘卷，藏書印有：「理孫」、「理孫之印」、「奕慶」、「智曇」、「法名智曇」、「奕慶藏書」、「藏書樓經籍記子孫世守」等，晚年佞佛，不大愛惜祖傳藏書，“視同土苴”。編有《奕慶藏書樓書目》。魏耕撰有《奕慶藏書之樓記》。